# 군포운수
군포운수(軍浦運輸)는 경기도 군포시의 마을버스 회사이고, 본사는 경기도 군포시 부곡동 752번지에 위치해 있다. 계열사로는 군포시 시내버스 업체인 군포여객이 있다. 군포교통과는 아무 관련이 없다.

## 주요 연혁
- 1990년대 후반: 회사 설립
- 2004년 8월 20일: 현재의 사명으로 변경되었다.
- 2005년 8월 18일: 군포교통 5532번 폐선으로 인한 6번 신설[1]
- 2008년 3월 3일: 6-1번 신설[2]
- 2008년 8월 22일: 6-1번 노선 변경[3]
- 2010년 2월 1일: 7번 신설[4]
- 2015년 3월 5일: 9번 신설
- 2018년 1월 23일: 7번 노선 연장
- 2019년 11월 4일 : 1-1번 신설

## 운행 노선
| 노선 번호 | 운행구간  | 운행구간 | 운행구간        | 경유지                                                                                                  | 배차 간격 (분) | 운행대수 | 비고 |
| --------- | --------- | -------- | --------------- | --- | -------------- | -------- | ---- |
| 1         | 산본5단지 | ↔        | 금정동          | 수리산역, 산본역, 군포시청, 중앙공원·이마트 산본점, 7·10단지, 9단지, 12·13·14단지, 금정역               | 7              | 6대      |      |
| 6         | 대야미역  | ↔        | 금정역          | 군포보건소, 용호고교, 군포역, 1·2단지, 군포시청, 10·11·12·13단지, 금정역 → 산본시장                     | 7              | 6대      |      |
| 6-1       | 반월호수  | ↔        | 군포시청        | 둔대초교, 대야미역, 군포보건소, 삼성마을, 용호고교, 당동중교, 당동체육공원, 산본1·2단지                 | 12             | 3대      |      |
| 7         | 대야미역  | ↔        | 산본역 군포시청 | 부곡중앙초·중·고교, 부곡1·2·3단지, 군포보건소, 수리산역                                                 | 12             | 7대      |      |
| 9         | 삼성마을  | ↔        | 금정역          | 군포보건소, 수리산역 → 경기폴리텍고 → 문화예술회관 → 금정역 → 산본래미안 → 군포시청 → 산본역 → 수리산역 | 12~15          | 1대      |      |

## 보유 차량
자일대우버스
- 자일대우 NEW BS090

현대자동차
- 현대 뉴 카운티
- 현대 E-에어로타운
- 현대 그린시티

킹롱
- 킹롱 시티라이트 9

비야디 자동차
- BYD eBus-9